# 유정: 스며들다
"유정 - 스며들다"는 대한민국의 영화이다.

## 캐스팅
- 전광렬 : 강정욱 역
- 정연주 : 민유리 역
- 이승연 : 이은수 역
- 이병준 : 허범석 역
- 오원빈 : 김수영 역
- 공대유 : 강지훈 역
- 심민 : 고혜미 역
- 김덕현 : 송 부장 역
- 최종남 : 박 변효사 역
- 김수웅 : 작품 의뢰인 역
- 손지나 : 미술관장 역
- 이재형 : 사진사 역